# Tadej Valjavec
Tadej Valjavec [uitspraak: 'vɑljɑvɛtʃ] (Kranj, 13 april 1977) is een Sloveens voormalig wielrenner.

## Carrière
Tadej Valjavec won in 1999 de Ronde van Italië voor beloften en kreeg meteen een professioneel contract aangeboden. Vanaf 2000 kwam hij uit voor Fassa Bortolo, waarmee hij in 2002 winnaar werd van het eindklassement van de Wielerweek van Lombardije.
In 2004 vertrok hij naar Phonak Hearing Systems, die hij na twee zegeloze seizoenen weer verliet. Lampre - Fondital werd zijn nieuwe werkgever. In 2007 werd Valjavec voor de tweede maal Sloveens kampioen op de weg bij de elite en stapelde hij de ereplaatsen in ProTour-rittenkoersen als Parijs-Nice (4e), de Ronde van het Baskenland (7e) en de Dauphiné Liberé (9e) op. In 2008 en 2009 kwam Valjavec uit voor Ag2r Prévoyance.
Op 3 mei 2010 werd bekendgemaakt dat Valjavec door zijn ploeg AG2R op non-actief was gesteld vanwege verdenking van het gebruik van stimulerende middelen. Kort daarna werd hij ontslagen. Hij nam daardoor niet deel aan de Ronde van Italië van 2010, waar hij kopman van zijn ploeg zou zijn.
Op 22 april 2011 werd bekend dat Valjavec voor twee jaar, met terugwerkende kracht, werd geschorst door het CAS, ondanks dat hij aanvankelijk door de Sloveense wielerbond werd vrijgesproken. De schorsing gold vanaf januari 2011. Naast de schorsing moest hij een boete betalen van ruim 52.000 euro.

## Belangrijkste overwinningen
1994
- Ronde van Toscane, Junioren
- Eindklassement Giro di Basilicata, Junioren

1995
- Eindklassement Giro di Basilicata, Junioren

1999
- Eindklassement Giro Ciclistico d'Italia
- Grand Prix de la Tomate - Souvenir Marino Vérardo

2002
- Eindklassement Wielerweek van Lombardije

2003
- Sloveens kampioen op de weg, Elite

2007
- Sloveens kampioen op de weg, Elite

## Resultaten in voornaamste wedstrijden
| Jaar | Ronde van Italië | Ronde van Frankrijk | Ronde van Spanje |
| ---- | ---------------- | ------------------- | ---------------- |
| 2001 | 30e              |                     |                  |
| 2002 |                  |                     | 18e              |
| 2003 |                  |                     |                  |
| 2004 | 9e               |                     | 26e              |
| 2005 | 15e              |                     |                  |
| 2006 | 34e              | 16e                 |                  |
| 2007 |                  | 19e                 |                  |
| 2008 | 13e              | 9e                  |                  |
| 2009 | 7e               |                     | 30e              |

| Jaar | Luik-Bast.‑Luik | Ronde van Lombardije | Waalse Pijl |  | WK op de weg |  | Wereldranglijsten |
| ---- | --------------- | -------------------- | ----------- |  | ------------ |  | ----------------- |
| 2001 |                 | 24e                  |             |  | 27e          |  |                   |
| 2002 |                 |                      |             |  |              |  |                   |
| 2003 |                 | 53e                  |             |  | 19e          |  |                   |
| 2004 |                 |                      |             |  |              |  |                   |
| 2005 | 51e             |                      | 63e         |  |              |  | 68e (UPT)         |
| 2006 | 76e             |                      | 53e         |  | 46e          |  | 156e (UPT)        |
| 2007 |                 |                      | 10e         |  |              |  | 43e (UPT)         |
| 2008 | 91e             |                      | 83e         |  |              |  |                   |
| 2009 |                 | 20e                  |             |  | 32e          |  | 65e (UWK)         |

## Ploegen
- 2000 - Fassa Bortolo
- 2001 - Fassa Bortolo
- 2002 - Fassa Bortolo
- 2003 - Fassa Bortolo
- 2004 - Phonak Hearing Systems
- 2005 - Phonak Hearing Systems
- 2006 - Lampre-Fondital
- 2007 - Lampre-Fondital
- 2008 - Ag2r-La Mondiale
- 2009 - Ag2r La Mondiale
- 2010 - Ag2r La Mondiale (tot mei)
- 2011 - Manisasport Cycling Team
- 2013 - Sava
- 2018 - KK Kranj
- 2019 - KK Kranj